# Warrego (rivière)
La Warrego est une rivière, le plus souvent à sec, situé au sud-ouest du Queensland et au nord-ouest de la Nouvelle-Galles du Sud en Australie et un affluent du Murray par la Darling.

## Étymologie
Son nom est d'origine aborigène et signifie la "rivière de sable".

## Géographie
Il a un bassin de 69 290 kilomètres carrés.
Long de 1 380 kilomètres, il prend sa source dans le "Carnarvon National Park", près de la ville de Tambo, à 800 mètres d'altitude. Il coule d'abord un court instant vers l'ouest avant de tourner vers le sud et d'aller rejoindre le fleuve Darling en aval de la ville de Bourke.
Ses principaux affluents sont la Nirve, la Langlo et la Ward.
Il traverse les villes d'Augathella, Charleville, Wyandra et Cunnamulla.

## Hydrologie et Crues
Son débit est très variable, le plus souvent à sec et ne permettant pas d'irriguer les terres aux alentours, il peut avoir des crues importantes comme en avril 1990 où des chutes d'eau importantes (400 millimètres en deux semaines pour une région qui ne reçoit pas normalement 400 millimètres par an!!) sur l'est de la région  ont dévasté les villes d'Augathella et Charleville.